# Hulha Negra
Hulha Negra é um município brasileiro do estado do Rio Grande do Sul, que faz parte da bacia hidrográfica do rio Camaquã.

## História
O marco inicial da história da cidade data de 1884, quando foi instalada uma estação numa ferrovia que cortava a região. O ponto rapidamente se transformou em um centro de circulação de atividades comerciais e iniciou a formação de um povoado, diversificando as atividades econômicas, até então voltadas principalmente para a pecuária e o charque, apesar do potencial para agricultura.
A inspiração para o nome "hulha", vem de uma das principais riquezas do município, o carvão mineral. A exploração do carvão na região começou no fim do século XIX, segundo alguns relatos, e terminou no início da década de 1950. foi ele que inspirou o nome "hulha", e constitui um grande potencial para exploração futura.
Na mesma época do término da exploração do carvão surgiram as primeiras conversas a respeito da emancipação. Um grupo liderado por José Macke, Hugo Canto e Francisquinho Kloppenburg, formou uma Comissão de Emancipação, conseguindo atingir seu objetivo em 1965. O documento era assinado pelo então Governador, Ildo Meneghetti, e a eleição para Prefeito e Câmara de Vereadores estava marcada para 06 de marco de 1966. Entretanto, um mandado de segurança impetrado pela Prefeitura de Bagé, e sumariamente julgado pelos tribunais da época anulou o plebiscito e, por conseguinte, a criação do novo Município.
O fim da década de 1960 marcou o início da eletrificação rural, o auge da agricultura, e a criação da primeira escola de primeiro grau completo. No final da década de 1980 o antigo povoado, cuja colonização fora iniciada em 1880, contava com cerca de 600 casas, quase todas de propriedade dos moradores. Também no final dessa década reiniciou-se o processo de assentamento de colonos, totalizando 500 famílias. 1990 marcou o início da arrancada decisiva para a tão almejada emancipação de Hulha Negra, tendo como líderes do movimento o Capitão Hugo Canto e o Agricultor Lourenço Macke. A almejada separação se deu finalmente em 20 de março de 1992, tendo como primeiro prefeito Marco Antônio Ballejo Canto (PDT), que administrou a prefeitura de Hulha Negra por três mandatos (1993 a 1996, 2001 a 2004 e 2005 a 2008).

## Economia
O PIB da cidade é composto em sua maior parte pela atividade industrial, com extraordinária importância a participação do Frigorífico Marfrig Group e as empresas que estão diretamente ligadas a este, como a Inesa (indústria de latas), e os prestadores de serviços de transporte. Destacam-se também a Padaria Kloppenburg e a Indústria de Alimentos Trakn, panifícios que produzem famosos biscoitos Kloppenburg e Trakn, e a Cooperal.
A agropecuária é o segundo setor em importância econômica. Neste ramo se destacam a produção de gado de corte, arroz e gado de leite. São também importantes a produção de sementes de olerícolas(hortaliças), melão, tomate, cebola, sorgo, milho, soja, ovinos, florestas e mel.
Em terceiro lugar vem a extração mineral, com destaque para a empresa Mônego, que explora o calcário.

## Rádio
Em 7 de março de 2006, a fundação da Associação Rádio Comunitária Hulha Negra, e consequentemente da Rádio Hulha Negra FM, foi um grande passo para o desenvolvimento da cidade. Até então o município não contava com nenhum veículo de comunicação local, tendo a população muitas vezes que se deslocar por cerca de 30 km para ir até a cidade de Bagé para colocar alguma notícia ou mesmo anunciar perda de documentos, nota de falecimento e etc.
Atualmente a emissora é presidida por Fabiano Vignol Leal, que assumiu o cargo em janeiro de 2012, dando continuidade ao trabalho realizado pelos fundadores da emissora. O vice-presidente da rádio é Lourenço Macke, figura envolvida na emancipação de Hulha Negra.